# Aragoncillo
Aragoncillo es una localidad española, pedanía del municipio de Corduente, perteneciente a la provincia de Guadalajara, en la comunidad autónoma de Castilla-La Mancha. Está situada a una altitud de unos 1267 m sobre el nivel del mar y presenta un clima bastante frío en el contexto peninsular. Cuenta con una población empadronada de unos 20 habitantes.

## Geografía
La localidad se encuentra a los pies de la sierra de Aragoncillo que, con una altitud 1518 m, es la mayor altura de la zona. Está situada a unos 18 km de Molina de Aragón.
Cerca de Aragoncillo se conserva uno de los escasísimos bosques petrificados del planeta. Se trata de fósiles de coníferas del periodo Pérmico sepultados por ceniza volcánica., Además, por su término se extienden dos espacios naturales protegidos integrantes de la Red Natura 2000: la ZEC-ZEPA Parameras de Maranchón, hoz del Mesa y Aragoncillo, al norte, y la ZEC-ZEPA Alto Tajo, lindando al sur con la carretera N-211.

### Ubicación
Limita al norte y al noroeste con el municipio de Establés, al noreste con el despoblado de Chilluentes (perteneciente a Tartanedo), al oeste con Selas, al este con Canales de Molina (pedanía de Corduente) y al sur con Torremocha del Pinar.
| Noroeste: Establés             | Norte: Establés           | Noreste: Chilluentes          |
| Oeste: Selas                   |                           | Este: Canales de Molina       |
| Suroeste: Torremocha del Pinar | Sur: Torremocha del Pinar | Sureste: Torremocha del Pinar |

## Historia
Antiguamente «Alaguncillo» o «Alagonciello», por unas lagunas que había en su término, es pueblo antiquísimo. Se erigió en época de repoblación, junto a las ruinas de un poblado celtíbero y, al poco, se instaló en su término el monasterio de Alcallech, que fue ocupado por canónigos regulares de San Agustín; tal fama adquirieron que vinieron a visitarlos los reyes de Castilla. Se suprimió en 1235 y sus bienes fueron agregados al de Buenafuente. Después, en el siglo XV, habitaron el cenobio durante casi cien años las monjas bernardas de Buenafuente, que fueron expulsadas de su casa por los frailes de Santa María de la Huerta. Hoy no queda de este monasterio sino unos restos mínimos, apenas apreciables, en el lugar que en el pueblo denominan «las monjas», al pie mismo de la serranía.
El pueblo formó parte del Real Señorío de Molina, integrándose en la sexma del Sabinar, desde su fundación en 1138 hasta su abolición en 1813.
| Descripción del pueblo en 1826 ARAGONCILLO, Ald. R. de Esp., provinc. de Guadalajara, obisp. de Sigüenza, tierra de Molina de Aragón, Sexma del Sabinar. Reg. P., 75 vec., 298 habitantes, 1 parr. aneja de la de Selas, 1 erm., 1 pósito. Sit. en llano, al pie de la sierra de su nombre. Conf. con Canales y Selas; tiene buenos montes de encina, roble, sabinas y pastos para ganado lanar, estante y trashumante, vacuno y algo de yeguar. Produce trigo, cebada, avena y garbanzos, guisantes, yeros y alguna hortaliza. Dist. 3 y ½ leguas de Milmarcos, 9 de la cab. de part. y 2 de Molina. Contr. con la Sexma. |

| Descripción del pueblo en 1845 ARAGONCILLO: l. con ayunt. de la prov. de Guadalajara (19 leg.), part. jud. de Molina (2), aud. terr. y c. g. de Madrid (28), adm. de rent. y dióc. de Sigüenza (10): sit. á la falda S. de las sierras de su nombre y con clima muy frío. Tiene 67 casas de mala construcción, incómodas en sus habitaciones, y todas de piso bajo: la consistorial sirve también de cárcel y sala de escuela, que desempeña el sacristan con una retribucion de 3 celemines de trigo por cada uno de los 20 niños que á ella concurren: su igl., dedicada á San Bartolomé, es aneja á la de Selas, y está servida por un teniente de fija residencia: en los afueras hay una fuente para el uso de los vec., una balsa para abrevadero de los ganados, y 3 ermitas, de las cuales apenas se conservan los vestigios. Confirma el térm. por N. con el desp. de Chilluentes, E. el común del Campo de la Torre, S. térm. de Torremocha y Granja de Arandilla, y O. el de Selas: dist. estos confines de ¾ á 1 leg., y comprenden entre varios terrenos cubiertos de monte bajo de sabina y manojo 2,000 fan. de tierra de labor, de las cuales son 1,500 de segunda clase, y 500 de tercera: á la parte de la sierra hay varias escavaciones ant. de minerales, y en el día se han registrado, una de plomo argentífero, otra de cinabrio y otra de hierro; pero en todas son muy lentos los trabajos; en el mismo lado hay algunos manantiales de corta consideración: el terreno es montuoso, muy quebrado y áspero, propio para el pasto de ganado cabrío: los caminos son más bien travesías de pueblo á pueblo, y ásperos por la calidad del terreno; sin embargo, frente al pueblo se toma el carril que sale al camino de Molina por cima de la cuesta de Anquela del Ducado (V.): el correo se recibe en Molina por medio de los vec. que van á los mercados.: prod.: centeno, trigo, cebada, avena, guisantes y guijas: se mantiene algún ganado lanar, cabrio y mular para la labor: además de la agricultura se emplean los naturales en curtir por sí mismos pieles de cabrio, dándoles el color subido de café, que emplean para vestirse, especialmente en calzon y chaleco, cuyo traje les distingue en el país: pobl.: 55 vec., 224 alm.: cap. prod.: 1.732,000 rs.: imp.: 73,200: contr.: 3,308 rs. 33 mrs: presupuesto municipal: 1,300, del que se pagan los 300 al secretario por su dotación, y se cubre con el arbitrio de la taberna, que prod. unos 500 rs., y lo demás para repartimiento vecinal. |

En 1975, el municipio se incorporó al de Corduente.

## Patrimonio cultural
La localidad destaca por su patrimonio arqueológico y paleontológico y también cuenta con elementos pertenecientes al patrimonio religioso y etnográfico.Varios de estos elementos están incluidos en el Inventario del Patrimonio Cultural de Castilla-La Mancha.

### Patrimonio arqueológico

#### El Palomar
Se trata de un yacimiento de la Edad del Hierro ubicado medio kilómetro al sur de la localidad, en un cerro contiguo al sureste de La Pedriza. Los restos exhumados describen un poblado celtíbero que conserva una potente muralla perimetral a la que se adosan diversas estructuras de habitación de planta rectangular, formadas por un basamento de mampostería con un recrecido de tapial. En algunas se observan estructuras internas como hornos u hogares, registrándose hasta tres fases de ocupación.

#### La Cerrada de los Santos
Este yacimiento, que se identifica como la necrópolis del poblado de El Palomar, se sitúa un poco más al sur del mismo, cruzando la N-211. Se encuentra sobre una llanura delimitada al sur por el arroyo de Arandilla. Las excavaciones realizadas entre 1990 y 1994 permitieron documentar una necrópolis de incineración celtibérica, en la que se observan dos fases de uso. No se aprecian restos materiales del yacimiento en la superficie.

#### El Cerro de las Monjas
Es un yacimiento de época medieval indeterminada que se sitúa unos metros al suroeste de la Cerrada de los Santos, en un pequeño cerro aislado de suaves pendientes que destaca en una zona llana de carácter aluvial del arroyo Arandilla, dedicada al cultivo de secano. En la parte alta del cerro, cubierta de monte bajo disperso, se observa una estructura rectangular de pequeñas dimensiones, cuyo lateral está presente de forma curva, pudiendo tratarse del ábside de una antigua ermita. En el lateral sur de la misma se encuentra un amontonamiento de piedras pertenecientes posiblemente a un derrumbe.,

#### La Pedriza
Se trata de un yacimiento de la Edad del Bronce localizado a la altura del kilómetro 42 de la N-211 en dirección a Herrería, en la margen izquierda de la carretera, ubicado en un pequeño promontorio delimitado al norte por un farallón calizo, mientras que el resto de sus laderas son de suaves pendientes. Es un poblado del que no se conservan estructuras visibles, no encontrándose vestigio arqueológico alguno durante los trabajos de prospección.,

#### El Turmielo
Este conjunto arqueológico está compuesto por dos elementos distintos. Por una parte, un poblado, castro o atalaya ocupado desde el Bronce Antiguo hasta la Edad Media (« El Turmielo I ») y, por otra, un pequeño abrigo rocoso asociado al primero (« El Turmielo II »), en el que se registran restos de industria lítica.

### Patrimonio religioso

#### Iglesia de San Bartolomé
La iglesia del pueblo, dedicada a San Bartolomé, se encuentra en el centro de la población, frente a la plaza Mayor. La fábrica actual es obra del siglo XVI, levantada sobre otra de origen medieval, y reformada en los siglos XVII y XVIII. Su construcción es a base de mampostería con sillares en vanos y esquinas, así como en el cuerpo superior de la torre. La torre se levanta a los pies, con planta rectangular y tres cuerpos más el zócalo inferior; en su lateral derecho tiene adosada otra más pequeña que alberga la escalera de caracol que permite el acceso a la principal. En el cuerpo superior, construido totalmente en sillares, se abren dos alargados vanos en arco de medio punto que cobijan sendas campanas. En la fachada de la epístola se sitúa un amplio atrio cerrado con la portada de entrada que presenta forma de arco de medio punto. Es destacable la ventana, con su decoración inferior que se abre en el brazo del crucero de esta misma fachada. La portada cierra con un curioso arco en medio punto con la parte superior completamente recta, de construcción también reciente.

#### Ermita de la Soledad
A pesar de que el pueblo contó con algunas otras ermitas en su término, esta dedicada a la Virgen de la Soledad es la única que se conserva. Se trata de una construcción de planta cuadrada con muros de mampostería y sillares en vanos y esquinas. Presenta enfoscado y encalado, mientras que la techumbre es de tejas a cuatro aguas rematada por una cruz de forja y cornisa triple. Se ubica en la calle de las Eras de Enmedio, 45.

#### Pairón de Carramolina

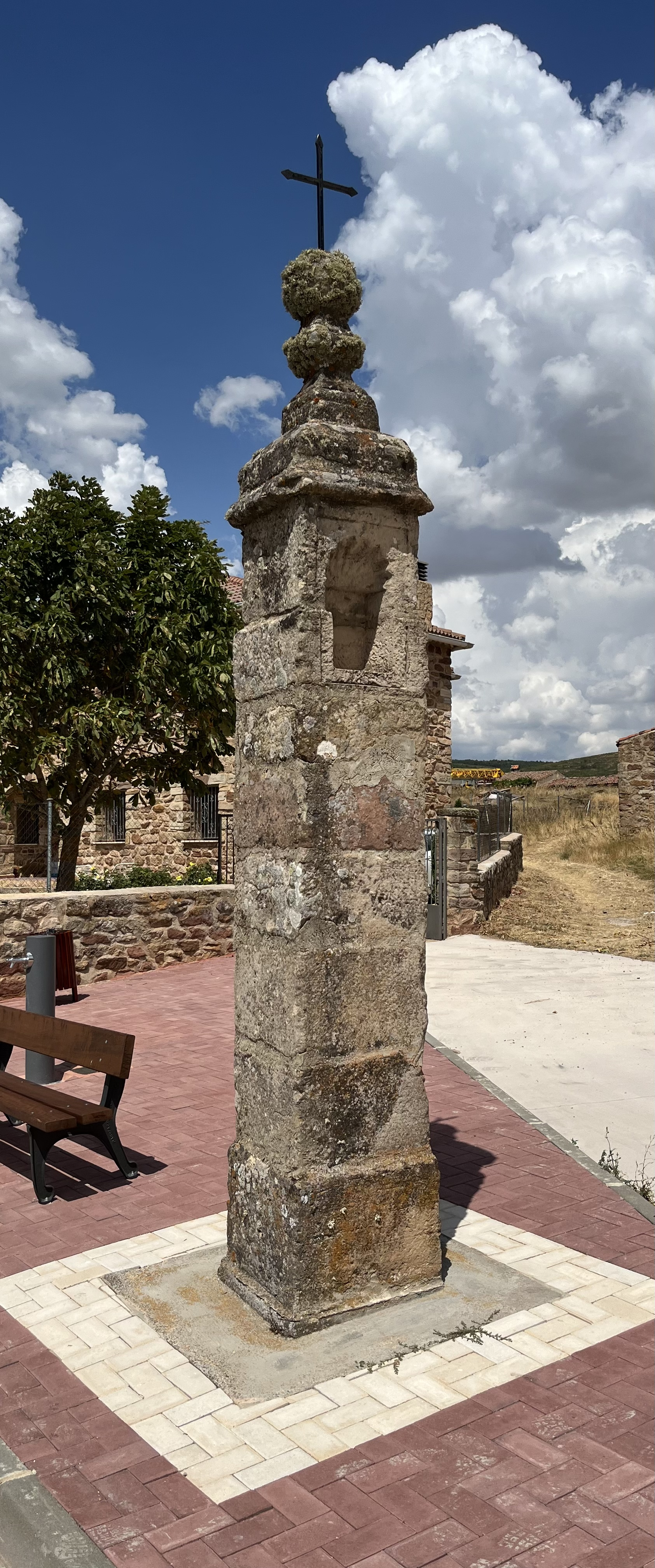
El pairón visto desde la carretera de acceso al pueblo.

A la entrada de la población se sitúa el llamado Pairón de Carramolina, humilladero típico del Señorío de Molina. Se desconoce la advocación bajo la que se levantó, aunque hubo una imagen en la hornacina que seguramente correspondería a San Bartolomé, el patrón del pueblo. Fue construido durante el reinado de Carlos III y en su base aparece inscrito el año 1761. Tiene la consideración de bien de interés cultural.

### Patrimonio etnográfico
En la localidad se conservan un antiguo horno de pan, dos lavaderos (nuevo y viejo; este último se encuentra a las afueras de la población) y una fragua arruinada, así como también algunas casonas representativas de la arquitectura tradicional molinesa con elementos destacados en sus fachadas. A un kilómetro al sur del núcleo urbano, próxima al cruce entre las carreteras GU-409 y N-211, se encuentra también la Venta de Aragoncillo. Finalmente, dispersos en los alrededores de la población se ubican varios corrales, parideras y chozos.

#### Casa de 1770
Es una gran casona de planta rectangular con tres alturas, la última un altillo, construida con muros de mampostería y sillares en vanos y esquinas. De las dos puertas del inmueble destaca la que contiene un enorme dintel con cruz y epígrafe en relieve: «año 1770/ave maría purísima sin pecado». Se ubica en la calle Real, 8.

#### Casa tradicional de Jesús, María y José
Casona de planta rectangular con dos alturas, presenta tejado a dos aguas y muros de mampostería con sillares en vanos y esquinas. Destacaba la fachada principal, en donde se encontraba la puerta de acceso a la vivienda, de baja altura, que estaba enmarcada por sillares tallados en sus jambas, con alguna moldura, y el sillar del dintel de la puerta que tenía grabada, a dos alturas, la inscripción «AÑO 1750 - JHS MAR JOSEPH», siendo la «o» de «AÑO» una cruz. El edificio se ubica en el cruce de la calle del Dom con la calle de la Rivilla, aunque ha sido parcialmente demolido, perdiéndose sus elementos patrimoniales más significativos.

#### Casa tradicional del señor Isidro
Se trata de una casona de planta rectangular con dos alturas más altillo. El tejado se da a dos aguas y los muros son de mampostería con sillares en vanos y esquinas. En los vanos se observan grandes dinteles y jambas, destacando el dintel de la balconada de la fachada principal donde se puede ver un posible escudo en relieve, aunque en muy mal estado. Se encuentra en el cruce de la calle Real con la calle de las Eras de Enmedio.

#### Corrales de las Cajigadas
Las Cajigadas es una zona con corrales de gran tamaño que tienen las mismas características generales: planta rectangular con muros de mampostería y sillares en vanos y esquinas; techo a dos aguas de viguería de madera y tejas; y divididos en dos espacios. Se ubican al este de la población, accediéndose por una pista forestal que desde la ermita de la Soledad se dirige al paraje de las Coberteras.

#### Lavadero nuevo
Se trata de un lavadero de planta rectangular con tejado a dos aguas sustentado por dos columnas de madera y muros de mampostería trabada con argamasa. La pila rectangular está dividida en dos y tiene unas dimensiones de 6,50 x 4,40 metros. Se encuentra a la entrada del pueblo por el camino de Cobeta, que viene desde la N-211.

#### Venta de Aragoncillo
Es una antigua venta situada junto a la actual carretera N-211, antiguo camino real al que daba servicio. El inmueble está construido principalmente con fábrica de sillarejo, mampostería en las intersecciones de paños, en dinteles y jambas de vanos, rematando con sillares labrados las esquinas. Presenta, además de muros contundentes, dos contrafuertes entregados al paño de la fachada principal en su extremo izquierdo, estando estos ataluzados. La cubierta se da a dos aguas y presenta teja árabe con alero pequeño de doble hilada de álabes.

### Patrimonio paleontológico

#### Bosque fósil de la sierra de Aragoncillo
La sierra de Aragoncillo se caracteriza por la presencia de un importante bosque fósil, compuesto por piedras o sílice puro, conocidas como xilópalos o árboles fosilizados y silicificados en las rocas, con apariencia más mineral que vegetal. Son visibles los tocones y las raíces de una docena de ejemplares, que en su día fueron coníferas que vivieron hace 280 millones de años. La fosilización se produjo como consecuencia de una erupción volcánica de tipo hawaiana, que los cubrió con un manto de lava y piroclastos. Son uno de los ejemplares de troncos fósiles más antiguos del mundo, superando a los de la isla de Lesbos en Grecia y a los del Bosque Pintado de Arizona en Estados Unidos.
También son prácticamente los únicos troncos existentes en Europa de esa remota época todavía en posición de vida, es decir, enraizados in situ, en el mismo lugar en el que nacieron y crecieron en pleno Pérmico Inferior. Esta circunstancia es excepcional, dado que en la mayoría de yacimientos los árboles quedaron abatidos o desraizados. El rápido enterramiento en material volcánico, unido a la posterior circulación de fluidos saturados en sílice con cierta temperatura, posibilitó la conservación de detalles microscópicos, lo que les otorga un enorme valor para el estudio de estos antiguos vegetales.

## Demografía
| Gráfica de evolución demográfica de Aragoncillo entre 1842 y 1970 |
| |
| Población de derecho según los censos de población del INE Población de hecho según los censos de población del INEEntre el censo de 1981 y el anterior, este municipio desaparece porque se integra en el municipio Corduente |

## Personas notables
- Plácido Galán Herranz, vicerrector del Seminario de Sigüenza y magistral de la Catedral de Cuenca. Murió en 1887 a los 37 de edad.[27]
- Jenaro Iritia Martínez, campeón de España de 400 metros lisos en tres ocasiones: 1977 en las modalidades de pista cubierta y al aire libre y en 1978, así como plusmarquista internacional.[28],[29],[30]